# Luàna Bajrami
Luàna Bajrami (14 de març de 2001) és una actriu i directora de cinema francesa. És nascuda a Kosovo, on va viure-hi fins als 7 anys. Va estudiar teatre al municipi de Limeil-Brévannes i va acabar el 2018, amb un any d'antelació, el batxillerat literari. Llavors va decidir deixar d'estudiar per a dedicar-se a la professió d'actriu.

## Biografia
Als deu anys, després de veure la pel·lícula de Nicolas Bary, adaptació de la novel·la infantil homònima de Henry Winterfeld, Les Enfants de Timpelbach, que Luàna Bajrami va decidir ser actriu. Va aconseguir el seu primer paper al telefilm Le Choix d'Adèle d'Olivier Guignard, de 2011, on va interpretar a una estudiant d'origen albanès de 8 anys la família de la qual és amenaçada de ser deportada. Aquesta estudiant, però, rep el suport de la seva professora, interpretada per Miou-Miou.
Després d'una breu aparició al curtmetratge 14 milions de cris de Lisa Azuelos (2014), interpretà el personatge principal del telefilm Marion, 13 ans pour toujours de Bourlem Guerdjou, emès a France 3 el 2016, adaptació del llibre homònim de Nora Fraisse que ressegueix l'afer Marion Fraisse, una jove que es va suïcidar penjat-se a l'escola després de patir assetjament escolar per part dels seus companys de classe.
Després va interpretar un dels papers principals en dos curtmetratges: Deux égarés sont morts de Tommaso Usberti, que va guanyar el tercer premi Cinéfondation al 70è Festival Internacional de Cinema de Canes, i Après la nuit (2018) de Valentin Plisson i Maxime Roux.
Al llargmetratge de Sébastien Marnier produït el 2018, L'heure de la sortie (adaptació lliure de la novel·la homònima de Christophe Dufossé), interpretà el personatge de la «gèlida Apolline», líder d'un grup d'estudiants amb altes capacitats que s'enfronta al professor substitut interpretat per Laurent Lafitte. Al drama històric de Céline Sciamma, Portrait de la jeune fille en feu, presentat en competició al 72è Festival Internacional de Cinema de Canes. Luàna Bajrami hi interpreta la criada Sophie.

## Filmografia

### Cinema

#### Llargmetratges
- 2018: L'heure de la sortie de Sébastien Marnier: Apolline
- 2019: Portrait de la jeune fille en feu de Céline Sciamma: Sophie
- 2019: Fête de famille de Cédric Kahn: Emma
- 2020: Ibrahim de Samir Guesmi
- 2020: Les Deux Alfred de Bruno Podalydès
- 2021: La Colline où rugissent les lionnes: guió i direcció

#### Curtmetratges
- 2014: 14 millions de cris de Lisa Azuelos: Louise
- 2017: Deux égarés sont morts de Tommaso Usberti: Vera
- 2018: Après la nuit de Valentin Plisson i Maxime Roux: Anastasia
- 2020: En été mûrissent les baies

### Televisió

#### Telefilms
- 2011: Le Choix d'Adèle d'Olivier Guignard: Kaniousha
- 2016: Marion, 13 ans pour toujours de Bourlem Guerdjou: Marion Fraisse

#### Sèries de televisió
- 2018: Aux animaux la guerre d'Alain Tasma: Nadia
- 2019: Sous la peau de Didier Le Pêcheur: Léa Bourdouin

## Premis
- Festival de Cinema de Cabourg 2020: Golden Swann a la revelació femenina per Portrait de la jeune fille en feu.